# Heilong (köping i Kina, Henan)
Heilong (kinesiska: 黑龙, 黑龙镇) är en köping i Kina. Den ligger i provinsen Henan, i den centrala delen av landet, omkring 270 kilometer söder om provinshuvudstaden Zhengzhou. Antalet invånare är 46 875. Befolkningen består av 22 581 kvinnor och 24 294 män. Barn under 15 år utgör 20,0 %, vuxna 15-64 år 68 %, och äldre över 65 år 10,0 %.
Genomsnittlig årsnederbörd är 936 millimeter. Den regnigaste månaden är augusti, med i genomsnitt 159 mm nederbörd, och den torraste är januari, med 10 mm nederbörd.